# First Steps
First Steps é um filme-documentário em curta-metragem estadunidense de 1947 dirigido e escrito por Leo Seltzer e Albert Wasserman. Venceu o Oscar de melhor documentário de curta-metragem na edição de 1948.